# 吳巖 (正德進士)
吳巖（1476年—1524年），字瞻之，直隸蘇州府吳江縣人，匠籍，明朝政治人物。

## 生平
正德二年（1507年）丁卯科應天鄉試第七十五名舉人，三年（1508年）中式戊辰科會試第二百九十一名，三甲第十三名進士。授行人司行人，六年（1511年）八月選授工科給事中，十一年（1516年）十月升刑科左給事中，十四年（1519年）五月升工科都給事中，十六年（1521年）八月出為四川布政使司右參政，嘉靖三年（1524年）奉表入賀，卒於途。

## 家族
曾祖吳伯昂，贈太僕寺卿；祖父吳璋，贈太僕寺卿；父吳洪，南京刑部尚書。母王氏（贈淑人）；繼母夏氏（贈淑人）。具慶下。兄吳山，弟吳㠐、吳崑。